# Синагога Молдавського
Синагога Молдавського — приватна синагога, що діяла в Полтаві з 1873 року у Різдвяному (Кооперативному) провулку. Заснована купцем 1-ї гільдії та підприємцем Давидом Молдавським для робітників-євреїв, що працювали на його підприємствах.
Одноповерхова синагога Молдавського по площі мала 255 кв. м. Архітектурний вигляд будівлі відповідає еклектичному стилю з елементами і формами ренесансу, широко застосовувався місцевими архітекторами при проектуванні будинків Полтави наприкінці XIX століття.
До нашого часу недоторканим зберігся тільки західний фасад будівлі. Тут, вздовж стіни, розташовані три групи спарених вікон, утоплених в площині стін на чверть, з обрамленням доричними пілястрами. Центральна пара вікон оформлена у вигляді псевдо-портика, простінки мають рустовку. Фризова частина і карнизи відсутні, а карниз утворений великим напуском покрівлі з листів з неорганізованим водостоком. Підвіконня об'єднані по периметру будівлі пояском простого профілю невеликого виносу. На інших стінах архітектурні деталі відсутні. Зі східного боку частина приміщень розібрана і будівля має непривабливий вигляд.
Синагога була закрита в 1930-ті роки, а в її націоналізованому будівлі розміщувалися різні господарські приміщення існуючого в той час державного млинкомбінату (колишнього Молдавського). У війну будівля синагоги зруйновано, а після відновлення наприкінці 50-х років в ньому розміщувалися класні приміщення 69-ї російської школи. Потім трудові майстерні та господарські приміщення Полтавської загальноосвітньої школи № 2. У 2018 році приміщення зруйновано.